# Lijst van nummer 1-hits in de Nederlandse Top 40 in 2015
Deze hits stonden in 2015 op nummer 1 in de Nederlandse Top 40.
| Nummer | Datum        | Artiest                        | Titel                           |
| ------ | ------------ | ------------------------------ | ------------------------------- |
| 746    | 3 januari    | Ed Sheeran                     | Thinking out loud               |
|        | 10 januari   | Ed Sheeran                     | Thinking out loud               |
| 747    | 17 januari   | Galantis                       | Runaway (U & I)                 |
| 748    | 24 januari   | OMI                            | Cheerleader (Felix Jaehn remix) |
|        | 31 januari   | OMI                            | Cheerleader (Felix Jaehn remix) |
|        | 7 februari   | OMI                            | Cheerleader (Felix Jaehn remix) |
|        | 14 februari  | OMI                            | Cheerleader (Felix Jaehn remix) |
|        | 21 februari  | OMI                            | Cheerleader (Felix Jaehn remix) |
|        | 28 februari  | OMI                            | Cheerleader (Felix Jaehn remix) |
|        | 7 maart      | OMI                            | Cheerleader (Felix Jaehn remix) |
|        | 14 maart     | OMI                            | Cheerleader (Felix Jaehn remix) |
|        | 21 maart     | OMI                            | Cheerleader (Felix Jaehn remix) |
|        | 28 maart     | OMI                            | Cheerleader (Felix Jaehn remix) |
|        | 4 april      | OMI                            | Cheerleader (Felix Jaehn remix) |
| 749    | 11 april     | Major Lazer, DJ Snake & MØ     | Lean on                         |
|        | 18 april     | Major Lazer, DJ Snake & MØ     | Lean on                         |
| 750    | 25 april     | Kenny B                        | Parijs                          |
|        | 2 mei        | Kenny B                        | Parijs                          |
|        | 9 mei        | Kenny B                        | Parijs                          |
|        | 16 mei       | Kenny B                        | Parijs                          |
|        | 23 mei       | Kenny B                        | Parijs                          |
|        | 30 mei       | Kenny B                        | Parijs                          |
|        | 6 juni       | Kenny B                        | Parijs                          |
| 749    | 13 juni      | Major Lazer, DJ Snake & MØ     | Lean on                         |
|        | 20 juni      | Major Lazer, DJ Snake & MØ     | Lean on                         |
| 751    | 27 juni      | Lil' Kleine & Ronnie Flex      | Drank & drugs                   |
|        | 4 juli       | Lil' Kleine & Ronnie Flex      | Drank & drugs                   |
|        | 11 juli      | Lil' Kleine & Ronnie Flex      | Drank & drugs                   |
| 752    | 18 juli      | Felix Jaehn & Jasmine Thompson | Ain't nobody (Loves me better)  |
| 753    | 25 juli      | Nicky Jam & Enrique Iglesias   | El perdón                       |
|        | 1 augustus   | Nicky Jam & Enrique Iglesias   | El perdón                       |
|        | 8 augustus   | Nicky Jam & Enrique Iglesias   | El perdón                       |
|        | 15 augustus  | Nicky Jam & Enrique Iglesias   | El perdón                       |
|        | 22 augustus  | Nicky Jam & Enrique Iglesias   | El perdón                       |
|        | 29 augustus  | Nicky Jam & Enrique Iglesias   | El perdón                       |
| 754    | 5 september  | Calvin Harris & Disciples      | How deep is your love           |
|        | 12 september | Calvin Harris & Disciples      | How deep is your love           |
| 755    | 19 september | Justin Bieber                  | What do you mean?               |
|        | 26 september | Justin Bieber                  | What do you mean?               |
|        | 3 oktober    | Justin Bieber                  | What do you mean?               |
|        | 10 oktober   | Justin Bieber                  | What do you mean?               |
|        | 17 oktober   | Justin Bieber                  | What do you mean?               |
|        | 24 oktober   | Justin Bieber                  | What do you mean?               |
| 756    | 31 oktober   | Adele                          | Hello                           |
|        | 7 november   | Adele                          | Hello                           |
|        | 14 november  | Adele                          | Hello                           |
|        | 21 november  | Adele                          | Hello                           |
|        | 28 november  | Adele                          | Hello                           |
| 757    | 5 december   | Justin Bieber                  | Sorry                           |
|        | 12 december  | Justin Bieber                  | Sorry                           |
|        | 19 december  | Justin Bieber                  | Sorry                           |
|        | 26 december  | Justin Bieber                  | Sorry                           |